# Camissecla verbenaca
Camissecla verbenaca is een vlinder uit de familie van de Lycaenidae. De wetenschappelijke naam van de soort werd als Thecla verbenaca in 1907 gepubliceerd door Hamilton Herbert Druce.